# هان فاي
هان فاي (بالصينية: 韓非) ‏ (عاش بين 280 - 233 قبل الميلاد)، المعروف أيضًا باسم هان فاي زي، كان فيلسوفًا صينياً ، عمل إلى جانب لي سي وغونجسان يانغ وشن داو وشن بيوهاي ، على تطوير مذهب الشرعوية. ويختلف هان فاي تمامًا عن غيره من الفلاسفة المشهورين المعاصرين له، حيث كان أحد أعضاء الطبقة الأرستقراطية الحاكمة، وولد في الأسرة الحاكمة آن ذاك دولة هان أثناء نهاية حقبة الممالك المتحاربة. وفي هذا السياق، فسر بعض المثقفين أعماله على أنها موجهة لابن عمه، ملك هان.

## الاسم
هان فاي هو اسمه، بينما زي (子، تعني"الأستاذ") وتضاف عادة لأسماء الفلاسفة لتعني المبجل — مثل كونغ فيوزي (Kong Fuzi) (孔夫子) لـ كونفوشيوس — لذلك يمكن لـ هان فاي زي (韓非子) أن يدل على الكتاب الذي كتبه بنفسه، ولكنها تستخدم أيضا للإشارة إلى الشخص نفسه.

## الشرعوية
ينتمي هان فاي لمدرسة الفلسفة الصينية القديمة وتسمى الشرعوية. يفترض القانون أن الشعب كان شريرًا بطبيعته ودائمًا ما يحاول التصرف لتجنب العقاب بينما كانوا يحاولون في الوقت نفسه تحقيق الأرباح؛ لذلك يجب على القانون معاقبة كل الأفعال غير المرغوبة بقسوة، وفي الوقت نفسه مكافأة الملتزمين به. جمع هان فاي أفكار شانغ يانغ وشن بيهاي وشن داو، فاستعار أفكار شانغ يانغ للتركيز على القانون، وأفكار شن بيهاي للتركيز على التقنيات وأفكار شن داو في السلطة والتنبؤ. وكان تفسير هان فاي للفلسفة الشرعوية يركز على أن الطاغية سيكون قادرًا على تحقيق النهايات الختامية للفلسفة القانونية والسيطرة الصارمة على الدولة والخضوع للمفاهيم الثلاثة: موقفه من السلطة (勢 ، شي Shì) والتقنيات المحددة (術 ، شو Shù) والقوانين (法 ، فا Fǎ) كما هو موضح في عمله الكلاسيكي هان فاي زي (كتاب).

## مقارنة مع الكونفشيوسية والطاوية
بصرف النظر عن الكونفشيوسي زون زي (Xun Zi)، الذي كان أستاذًا لـ لي سي، كان المصدر الرئيسي الآخر لنظرياته السياسة هو عمل لاو زي الطاوي، المعروف باسم داو دي جنغ، الذي فسره على أنه نص سياسي، والذي كتب تعليقًا عليه (الفصول 20 و21 من كتابه، هان فاي زي). فلقد كان يرى أن الطاوية عبارة عن قانون طبيعي يُجبر كل شخص وكل شيء على اتباعها. وفي السياق ذاته، اعتقد هان أن الحاكم المثالي يسن قوانين، مثل القوة الحتمية للطبيعة، التي لا يمكن للشعب مقاومتها.
وكان لفلسفته تأثير كبير على الملك الأول لـ تشين والإمبراطور الأول للصين، تشين شي هوانج، حيث أصبحت واحدة من المبادئ التوجيهية لسياسات الحكام. وبعد انتقال السلطة الملكية في مملكة تشين، حُط من قدر فلسفة هان فاي رسميًا كما يلي في مملكة هان. ورغم حالات الاحتقار التي تعلقت بها طوال تاريخ الصين الملكية، استمرت النظرية السياسية لهان تؤثر بقدر كبير بعدئذ على كل الممالك والمثال الكونفوشيوسي في الحكم دون الحاجة لتحقيق قوانين مرة أخرى.
وجُمِّعت كل أعمال هان فاي المسجلة في هان فاي زي، وهو كتاب يحتوي على 55 فصلاً

## كتابات أخرى
- Burton Watson (1964). Han Fei Tzu: Basic Writings. New York: Columbia University Press. ISBN 978-0-231-08609-7.

## وصلات خارجية
- هان فاي على موقع الموسوعة البريطانية (الإنجليزية)

- Li, Guangcan, "Han Fei". Encyclopedia of China (Law Edition), 1st ed.
- مؤلفات Fei Han في مشروع غوتنبرغ
- Gu, Fang, "Han Fei". Encyclopedia of China (Philosophy Edition), 1st ed.
- The complete works of Han Fei Tzu, A classic of Chinese political science. Translator, Wenkui Liao.
- Full text of Han Feizi